# گنیی
شهر گنیی (به فرانسوی: Gagny) در شهرستان سن-سن-دنی در ناحیه ایل-دو-فرانس با جمعیت ۳۷٬۷۲۹ نفر در کشور فرانسه واقع شده‌است